# ألاستير ماكدونالد
ألاستير ماكدونالد (بالفرنسية: Alastair Macdonald)‏ هو كاتب فرنسي، ولد في 1932.